# Parlamentsvalet i Italien 1924
Italienska parlamentsvalet 1924 skulle bli det sista fria till 1946, då demokratin åter segrade efter 20 års fastistisk diktatur. Partito Nazionale Fascista och dess ledare Benito Mussolini stärkte sin redan märkbara ställning i den italienska deputeradekammaren och lyckades även slå det rivaliserande socialistpartiet under Giacomo Matteottis ledning. Socialisterna var splittrade, och med motgångar även för de tidigare relativt starka italienska kommunisterna inbjöd valet till en fascistisk seger och en fortsatt regering för Mussolini, som efter vissa framgångar i valet 1921 och den följande marschen mot Rom följande år, där kung Viktor Emanuel III manats utse Mussolini till premiärminister. Valet 1924 var den första då den så kallade Acerbolagen, antagen av den styrande fascistisk-borgerliga regeringskoalitionen i det italienska parlamentet 1923, tillämpades, vilket innebar att det parti som uppnådde högst röstsiffror (dock minst 25 %) erhöll två tredjedelar av parlamentets platser, varav övriga delades ut proportionellt mot övriga partier. Denna lag, som genomdrivits med tvivelaktiga medel under påtryckningar från de fascistiska paramilitära svartskjortorna, hade antagits under förevändning att skapa en stark och enad regeringsbildning, dock med löfte från Mussolini att inte inskränka på den fria och allmänna rösträtten, vilket dock blev fallet följande år när samtliga partier utom PNF förbjöds. Än idag varar den tradition som för den politiska enhetens skull säger att sittande regering får ändra på vallagen för att undvika politiska oroligheter.

## Resultat
| Parti | Parti                                 | Partiledare       | Röstfördelning | Röstfördelning | Röstfördelning | Mandatfördelning | Mandatfördelning |
| Parti | Parti                                 | Partiledare       | Antal          | %              | +/− %          | Antal            | +/−              |
| ----- | ------------------------------------- | ----------------- | -------------- | -------------- | -------------- | ---------------- | ---------------- |
|       | Nationella fascistpartiet             | Benito Mussolini  |                | 66,5           | +59,6          | 375              | +340             |
|       | Italienska folkpartiet                | Luigi Sturzo      |                | 9,1            | −11,3          | 39               | −69              |
|       | Förenade socialistpartiet             | Giacomo Matteotti |                | 5,9            | +5,9           | 24               | +24              |
|       | Italienska socialistpartiet           | okänd             |                | 4,9            | −19,8          | 22               | −101             |
|       | Italienska kommunistpartiet           | Antonio Gramsci   |                | 3,8            | −0,7           | 19               | +4               |
|       | Liberala partiet                      | okänd             |                | 2,8            | −4,3           | 15               | −28              |
|       | Konstitutionenella oppositionspartiet | okänd             |                | 1,8            | +1,8           | 14               | +14              |
|       | Italienska socialdemokratiska partiet | okänd             |                | 1,4            | –3,3           | 10               | –9               |
|       | Italienska republikens parti          | okänd             |                | 1,6            | –0,3           | 7                | +1               |
|       | Slavisk-tyska listan                  | okänd             |                | 1,2            | –0,1           | 6                | –3               |
|       | Bondepartiet                          | okänd             |                | 1,0            | +1,0           | 4                | +4               |